# Mars 1833

## Événements
- 4 mars : début du second mandat d'Andrew Jackson, président des États-Unis.

- 7 mars : Pierre-François Tissot est élu à l'Académie française.

- 9 mars, France : Tocqueville plaide aux assises de Montbrison pour défendre son ami légitimiste Louis de Kergorlay, impliqué dans le complot de la duchesse de Berry qui visait au rétablissement sur le trône du petit-fils de Charles X, Henri duc de Bordeaux, dernier prétendant de la branche aîné des Bourbons sous le nom de comte de Chambord. Louis de Kergorlay est acquitté.

- 23 mars, France : le général Sébastiani entre au gouvernement comme ministre sans portefeuille pour superviser plus particulièrement les affaires d’Orient.

## Naissances
- 6 mars : Henri Rieunier, amiral et homme politique français.
- 10 mars : Louis Schoutteten, peintre français († 7 février 1907).
- 17 mars : Charles Edwin Wilbour (mort en 1896), journaliste et égyptologue américain.
- 19 mars : Auguste Allongé, peintre et dessinateur français († 4 juillet 1898).
- 20 mars : Jules Leroy, peintre français († 2 novembre 1865).

## Décès
- 15 mars : Kurt Sprengel (né en 1766), botaniste et médecin allemand qui a amélioré la classification de Carl von Linné.